# Cannone revolver

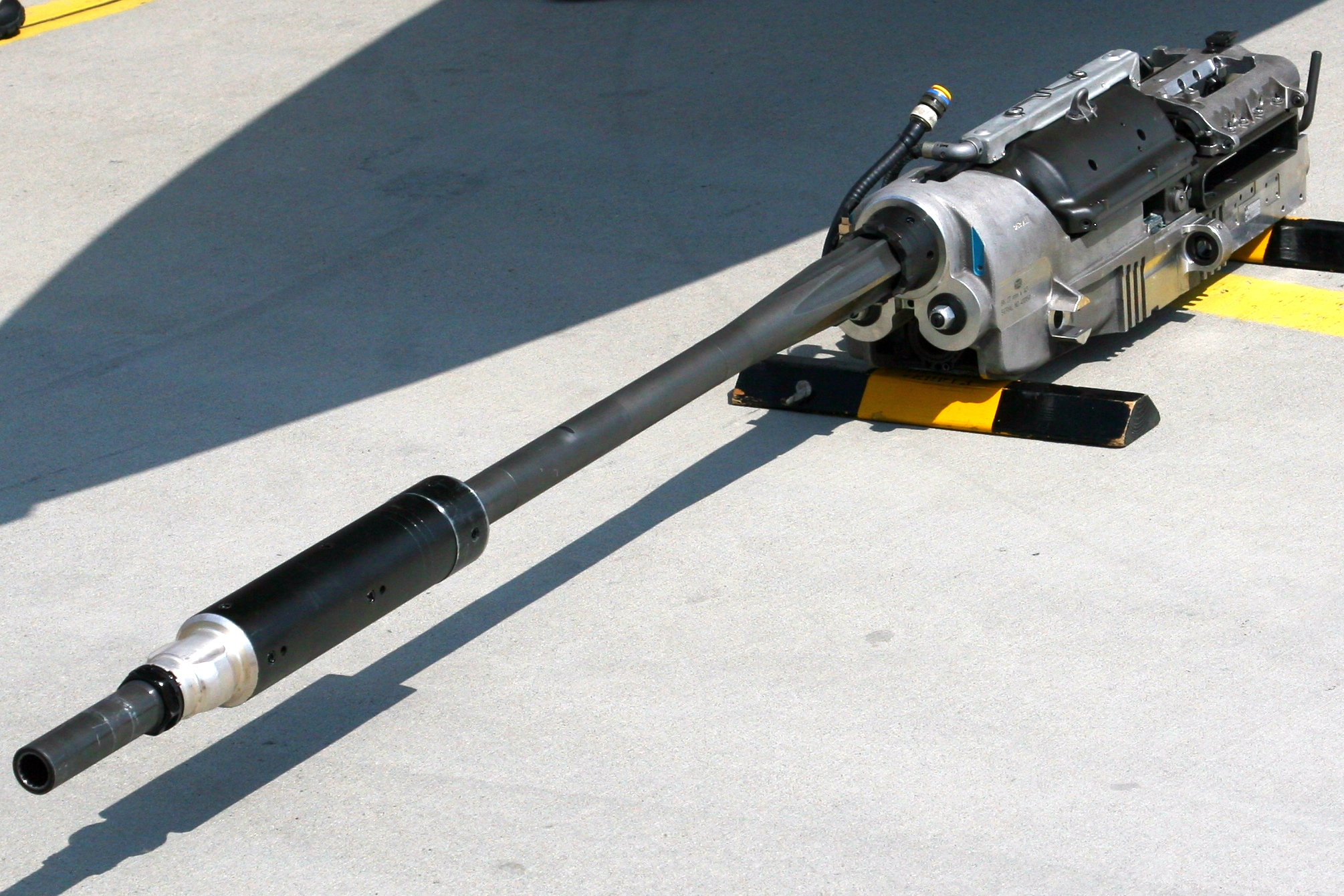
Cannone revolver Mauser BK-27 per aeromobili

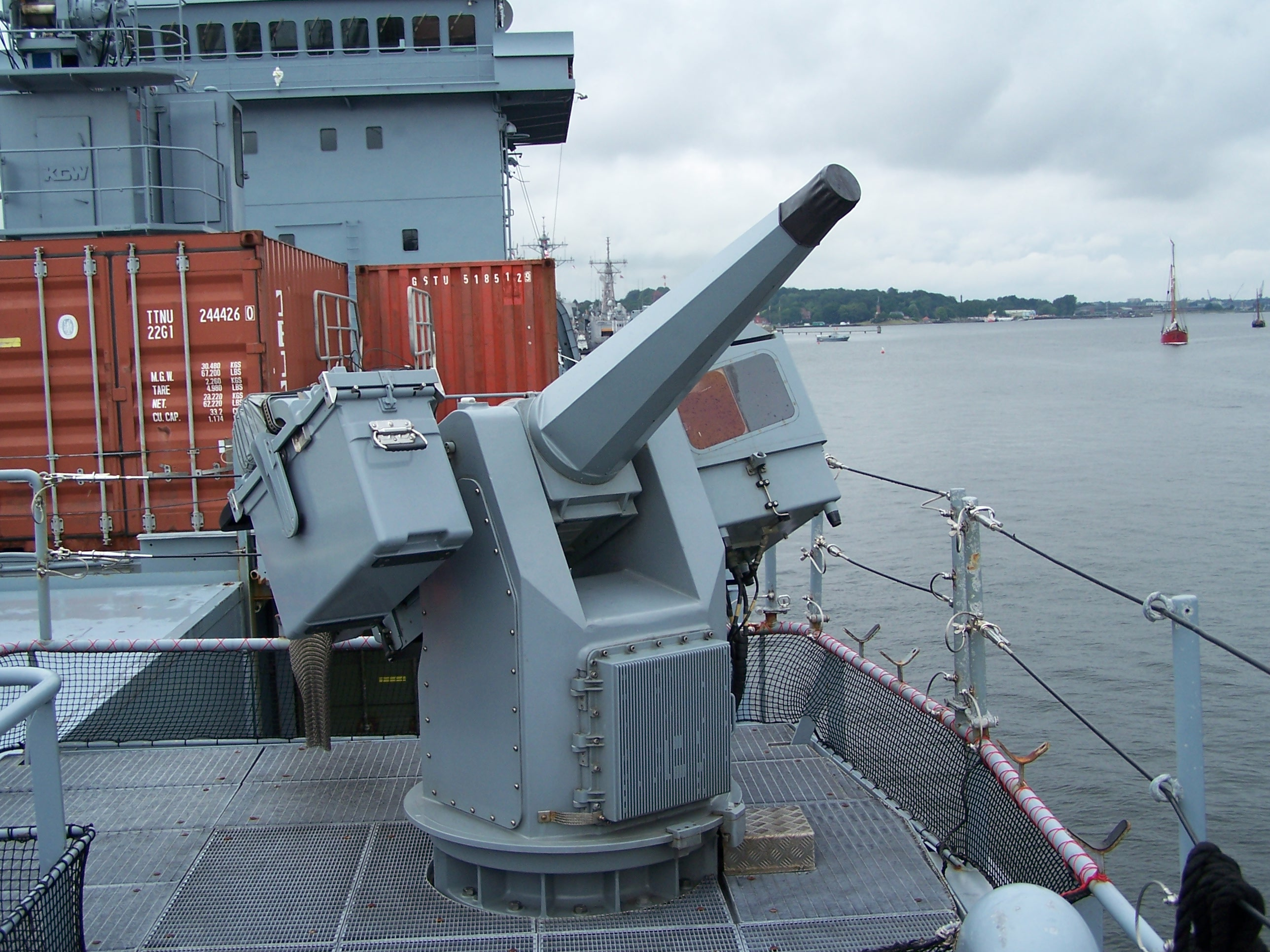
Cannone MLG 27 con comando a distanza su una nave da rifornimento classe Elbe della Deutsche Marine

Un cannone revolver è un tipo di cannone automatico usato spesso come arma per aeromobili.
L'alimentazione è fornita da un tamburo con varie camere di scoppio, simile a quello di una rivoltella, per velocizzare il ciclo di caricamento, sparo ed espulsione. Alcuni esemplari sono fatti operare da una fonte energetica esterna, ma altri operano a gas. Un cannone revolver si differenzia da un cannone di tipo Gatling in quanto ha una canna sola, così il peso da girare è inferiore. Cannoni revolver sono prodotti da varie aziende europee, mentre gli Stati Uniti, e in misura minore la Russia, preferiscono i cannoni di tipo Gatling.

## Storia
Il primo cannone revolver fu il Mauser MG 213, dal quale quasi tutte queste armi derivano. Nel periodo subito dopo la guerra, ingegneri della Mauser si spostarono dalla Germania e svilupparono armi simili in tutto il mondo. Sia l'Inghilterra che la Francia fecero delle copie in 30 mm del MK 213, rispettivamente l'ADEN e il DEFA 550, la Svizzera produsse l'Oerlikon KCA, mentre gli Stati Uniti usarono la versione in 20 mm, ricalibrato per un bossolo leggermente più lungo, 102 mm (il calibro standard della NATO), una via di mezzo tra l'82 mm della 213, e i 110 mm della Hispano-Suiza HS.404. Alcune armi sperimentali più grandi furono sviluppate, come la Oerlikon RK 421 di calibro 42 mm, ma non furono usati.
Seguirono varie generazioni di armi ADEN/DEFA, che rimasero sostanzialmente invariati fino agli anni '70. In seguito nacque una nuova famiglia di armi, sia per il nuovo calibro proposto come standard della NATO, 25 mm, o basati sul calibro tedesco da 27 mm di cui uno dei pezzi più famosi è il Mauser BK-27. La DEFA 791 è un'arma moderna che è operata da una fonte di energia esterna, mentre la Rheinmetall RMK30 è una variante della DEFA 791 che spinge gas combusti verso il retro dell'arma, eliminando il rinculo.
Forse il primo cannone revolver fu il Puckle Gun del 1718 in calibro 25 mm o 32 mm, anche se da molti è ritenuta una mitragliatrice, o nessuna delle due, essendo azionata a manovella.

## Caratteristiche
I cannoni revolver generalmente hanno un rateo di fuoco sostenuto massimo minore delle mitragliatrici tipo gatling, in quanto tutti i colpi sono sparati attraverso una canna sola, la quale si surriscalda più velocemente. Armi Gatling in calibro da artiglieria (dai 20 mm in su) possono avere un rateo di fuoco sopra i 10000 colpi/min, mentre i cannoni revolver hanno un rateo generalmente sotto i 2000 colpi/min. D'altro canto i cannoni revolver hanno un rateo di fuoco iniziale più alto, a causa del minor peso fatto girare (solo il tamburo invece che tutte le canne). Armi Gatling fanno girare l'intero insieme di canne e culatte, che in calibri maggiori possono pesare svariate centinaia di chilogrammi. In più una arma a canne multiple può impiegare fino a mezzo secondo per raggiungere la velocità di giro sufficiente per sparare, mentre un cannone revolver può sparare subito. Siccome non ha il peso aggiunto di più canne, il cannone revolver può sparare calibri più grandi.